# 通北路
通北路是中華人民共和國上海市杨浦区一條西北-東南走向道路，西北起自飛虹路，東南至杨树浦路。道路始建於清朝光绪二十三年（1897年），當時名為名韬朋路（Thorburn Road）。中華民国32年（1943年）以黑龙江通北縣更名為通北路。